# Stor dyndsnegl
Stor dyndsnegl (Hydrobia ulvae) er en marin snegl i gruppen forgællesnegle, der har en 5-7 millimeter høj skal. Den ses ofte i meget stor mængde på sand- og slikvaderne i de mere salte dele af vore farvande. Stor dyndsnegl findes ofte sammen med slikkrebsen. I Vadehavet på Sønderjyllands vestkyst har man fundet indtil 60.000 pr. kvadratmeter.

## Levevis
Dyndsneglen lever af nedbrudt organisk materiale eller alger som fx havsalat (Ulva lactuca), der har givet den store dyndsnegl dens videnskabelige artsnavn. Blandt dens naturlige fjender tæller f.eks. hættemågen. Når vandet trækker sig tilbage ved ebbe, følger mågerne efter på havbunden og tager dyndsneglene. Det kan gøre ondt at træde på dem med bare fødder på grund af de spidse skaller.